# エクセター (重巡洋艦)
| エクセター | |
| 艦歴       | |
| 発注       | デヴォンポート造船所に1928年3月15日発注 |
| 起工       | 1928年8月1日 |
| 進水       | 1929年7月18日 |
| 就役       | 1931年7月27日 |
| 退役       | |
| その後     | 1942年3月1日に戦没 |
| 除籍       | |
| 性能諸元   | |
| 排水量     | 基準：8,390トン 満載：10,410トン |
| 全長       | 175.25m（p/p:575ft） |
| 水線長     | 164.6m（p/p:540 ft） |
| 全幅       | 17.67m（58 ft） |
| 吃水       | 6.17m（17 ft） |
| 機関       | アドミラリティ式重油専焼三胴型水管缶8基 +パーソンズ式ギヤード・タービン4基4軸推進 |
| 最大出力   | 80,000hp |
| 最大速力   | 32.5ノット |
| 航続性能   | 14ノット/10,000海里 |
| 燃料       | 重油：1,900トン |
| 乗員       | 620名 |
| 兵装       | Mark VIII 20.3 cm（50口径）Mk.II 連装砲3基6門 Mk.V 10.2 cm（45口径）単装高角砲4基4門 ヴィッカース Mk.III 12.7mm（50口径）単装機銃8基 53.3 cm（21インチ）三連装魚雷発射管2基                    |
| 装甲       | 舷側： 76mm（機関区水線部） 89mm（前後隔壁） 甲板： 25〜38mm（主甲板） 主砲バーベット： 25mm（最厚部） 砲塔： 38〜51mm 主砲弾薬庫： 64〜127mm（最厚部） 水密隔壁： 89mm（最厚部） 司令塔： -mm |
| 航空兵装   | なし （1932年に水上機：2 機 カタパルト：固定式2基） |
| レーダー   | なし （1941年に284型（砲射撃指揮、水上警戒）、279型（対空警戒）） |

エクセター (HMS Exeter, 68) は、イギリス海軍の重巡洋艦。
ヨーク級重巡洋艦の2番艦。艦名はデヴォン州のエクセターに因む。
エクセターの名を持つ艦としては4隻目にあたる。
日本語ではエクゼター、エキゼター、エキセターと表記することもある。
第二次世界大戦の初期、ラプラタ沖海戦において、ドイツ海軍 (Kriegsmarine) のポケット戦艦アドミラル・グラーフ・シュペーに損傷を与えて勝利に貢献したが、自らも損傷した。
1941年（昭和16年）3月から戦線に復帰、おもに大西洋での船団護衛任務に従事した。
太平洋戦線に転戦後の1942年（昭和17年）2月下旬、スラバヤ沖海戦で日本海軍の重巡洋艦および水雷戦隊と交戦して損傷する。
ジャワ島から撤退中の3月1日、エクセターは護衛の駆逐艦2隻と共に日本海軍水上部隊と遭遇、砲雷撃戦の末に3隻とも撃沈された。

## 概要
イギリス海軍の1927年度海軍計画において巡洋艦1隻の建造が認められ、建造されたのが「エクセター」である。本艦の発注は、姉妹艦「ヨーク」の2年後であった。本級2隻は、それまでの英連邦10,000トン級巡洋艦の8インチ主砲8門（連装砲塔4基）とは異なり、8インチ主砲6門（連装砲塔3基）を装備して基準排水量を約8,400トンに抑えた。これは1921年 - 1922年におけるワシントン海軍軍縮条約による保有トン数量の制限の影響であり、船価を下げて建造隻数を増やすための措置であった。ヨーク、エクセターとも2本煙突だが、艦橋やマストの形状、煙突の位置など外観上の大きな相違点もある。
ロンドン海軍軍縮会議と軍縮条約の成立により本艦の姉妹艦3隻は建造中止となり、エクセターがイギリス海軍最後の重巡洋艦になった。このあと、イギリス海軍は本級を縮小したようなリアンダー級軽巡洋艦を建造し、その後は二等巡洋艦（軽巡洋艦）の増強に乗り出してゆく。

## 艦形

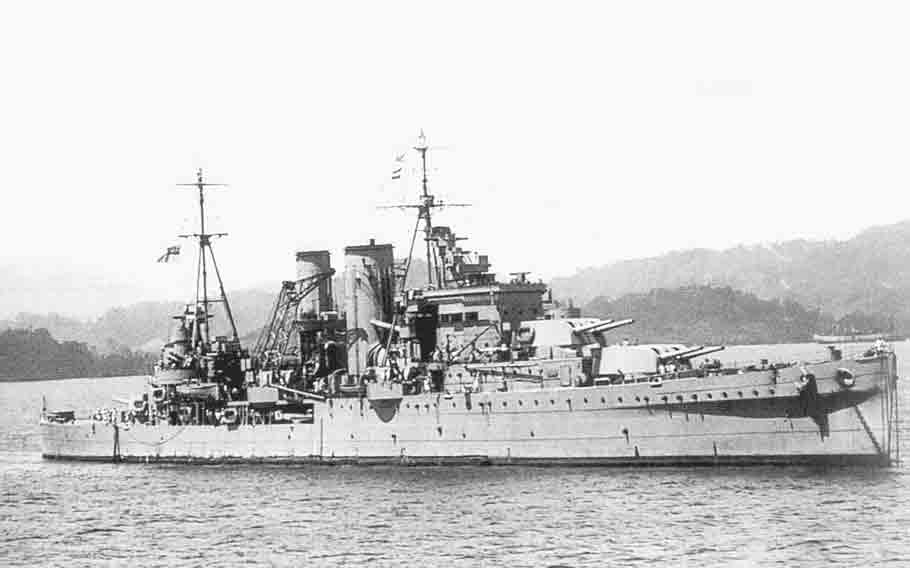
1941年の修理後に撮られたエクセター。10.2ｃｍ単装高角砲が連装砲架4基となり、艦橋に遮風枠が設置されている。

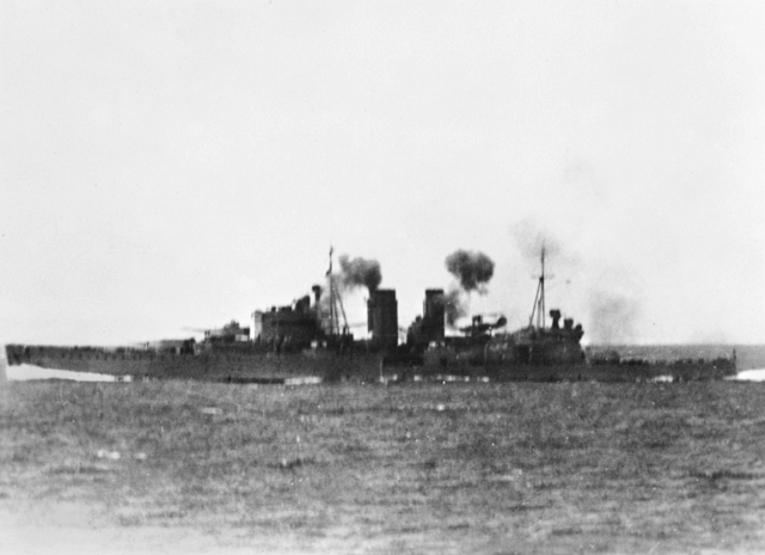
1942年2月頃に撮られたエクセター。

エクセターの設計にあたっては、「ヨーク」をタイプシップとして既存のカウンティ級で得られた運用実績により実戦的な設計がなされ、従ってエクセターの設計はヨークでの経験を踏まえた改良が組み込まれた。トップウェイトの増加に合わせて艦幅は1フィート広げられた。就役後に船首楼の側壁を魚雷発射管の手前まで伸ばし、居住空間を増した。
前後に長い塔型艦橋の形状はより低くされ、水面から16 m 以内に抑えられた。これはネルソン級戦艦を参考にしたという。ボイラーからの排煙管はボイラー室後方に収められ、ヨークでは傾斜した煙突が必要だったのが、エクセターは艦橋から離れた位置に直立した煙突を装備し、排気煙の確実な排気ができるようになった。その結果マストは直立し、後方の煙突は太くなった。
8インチ主砲塔の天板はヨークで考えられたカタパルトの装着には不適であったため、エクセターでは就役後に2番煙突の後方に航空施設を設け、中心線から斜め45度の角度で2基のカタパルトを埋没させた。この工夫により、風向きに関係なく水上機を発艦させることができた。水上機の運用には右舷にクレーンを装着した。
就役後の1941年の大修理の際に艦橋に遮風装置が付けられ、前後のマストを三脚型とし、新たに搭載した279型レーダーのアンテナを設置した。また、1番煙突の側面にあった10.2 cm 単装高角砲4基が撤去されて、新型の10.2 cm 連装高角砲を艦橋と1番煙突の側面に1基ずつ計4基とした。

## 機関
搭載機関には重巡洋艦と同じく、ボイラーはアドミラリティ三胴式重油専焼水管缶8基、タービン機関はパーソンズ式オール・ギヤードタービンを4基4軸合計で最大出力80,000 shp で最大速力は32.5ノットを発揮した。
機関配置は前大戦時の装甲巡洋艦のように艦首側に缶室、艦尾側に機関室（推進機室）を配置する全缶全機方式であった。カウンティ級においては3本煙突であったが、追い風時に排煙が艦橋にかかるのを防ぐために前側2基と中央部の4基の排煙を1番煙突に導いたために煙突の本数は2本であった。

## 防御
舷側防御は機関区のみを防御する物で、高さ4 m の装甲板がもっとも厚い箇所が76 mm で、末端部は25 mm へとテーパーしており、前後隔壁の89 mm 装甲と接続されていた。
弾薬庫は舷側防御とは別個で、側盾が127 mm で前後隔壁と天蓋が76 mm であった。主砲塔は最厚部で25 mm でしかなく、バーベットは最厚部で19 mm である。水平防御は主甲板の平坦部が25 mm で傾斜部は38 mm であった。
機関区を守るだけの短い範囲内のみで艦首から艦橋脇、後檣から艦尾までの広範囲は無防御であり、その防御様式の正当性は実戦で証明された。
弾薬庫は艦中央部にあったものが艦前方および後方に分散配置され、「]ボックス・シタデル（箱砲郭）」で守られた。10.2 cm 副砲兼高角砲は弾薬庫の移動に合わせて、容易に給弾できるよう前方に移動した。ラプラタ沖海戦ではこの強化された増設装甲帯 (armored box) がエクセターを助けたと考えられている。

## 武装
| 艦名                 | 主砲                           | 対空火器                       | 備砲                        | 機関砲                            | 近接火器                      | 雷装                      | レーダー                 | その他                                         |
| -------------------- | ------------------------------ | ------------------------------ | --------------------------- | --------------------------------- | ----------------------------- | ------------------------- | ------------------------ | ---------------------------------------------- |
| エクセター           | 20.3 cm（50口径）連装速射砲3基 | 10.2 cm（45口径）単装高角砲4基 | 4.7 cm（40口径）単装機砲4基 | 4 cm（39口径）単装ポンポン砲2基   | なし                          | 53.3cm魚雷発射管三連装2基 | なし                     | 1932年にカタパルトとフェアリー III型水上機搭載 |
| エクセター（1933）   | ←                              | ←                              | ←                           | 撤去                              | なし                          | ←                         | なし                     |                                                |
| エクセター（1935年） | ←                              | ←                              | ←                           | ←                                 | 12.7mm（62口径）四連装機銃2基 | ←                         | なし                     | （1937年に水上機がウォーラス水上機に更新       |
| エクセター（1939年） | ←                              | ←                              | 撤去                        | ←                                 | ←                             | ←                         | なし                     |                                                |
| エクセター（1941年） | ←                              | 10.2 cm（45口径）連装高角砲4基 | ←                           | 4 cm（39口径）八連装ポンポン砲2基 | ←                             | ←                         | 284型、279型レーダー搭載 |                                                |

## 艦歴
「エクセター」はデヴォン州プリマスのデヴォンポート造船所で1928年（昭和3年）8月1日に起工し、1929年（昭和4年）7月18日に進水、1931年（昭和6年）7月27日に竣工した。
1932年（昭和7年）には艦中央部の上部デッキに装甲が追加され、煙突後部に作業スペースが形成され、フェアリー III型水上機2基が搭載された。1935年（昭和10年）には.50"/62ヴィッカース機関銃が多数増設された。1937年（昭和12年）に水上機（偵察機）がスーパーマリン ウォーラス飛行艇に更新された。

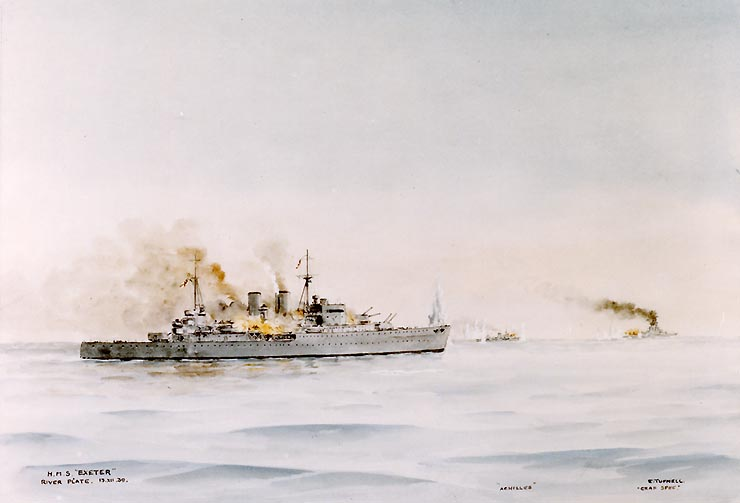
ラプラタ沖海戦での「エクセター」を描いた絵画。

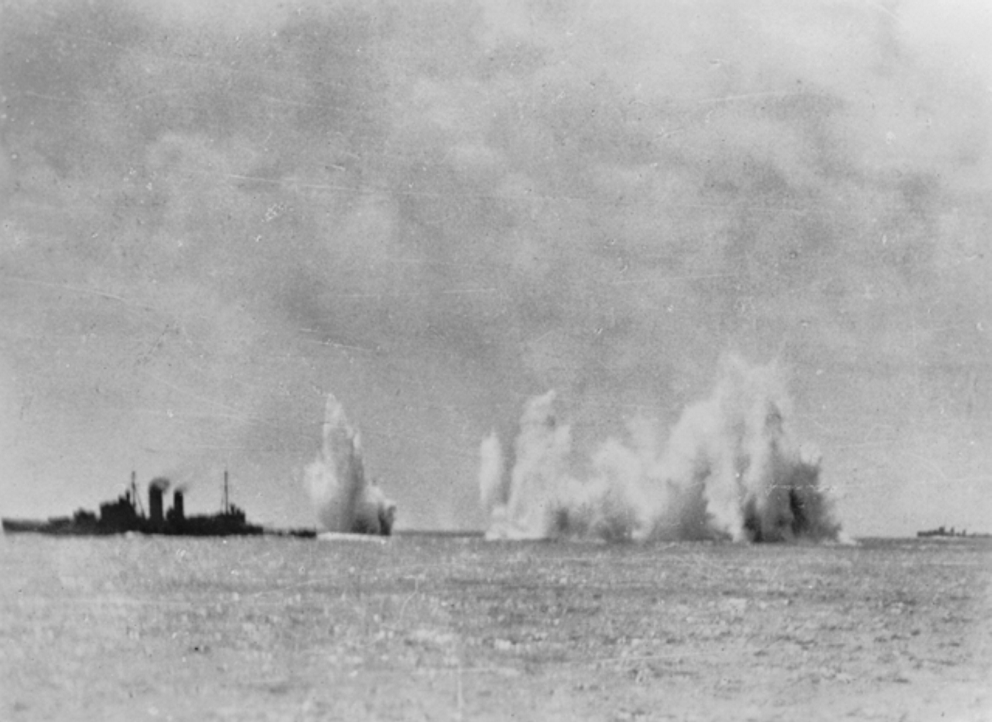
スラバヤ沖海戦にて日本海軍の攻撃を受ける「エクセター」。

第二次世界大戦勃発前夜、「エクセター」と軽巡洋艦「エイジャックス」からなる南アメリカ戦隊（ヘンリー・ハーウッド代将）は新たに作られた南大西洋艦隊に移された。「エクセター」（F.S.ベル大佐）は1939年8月25日にデヴォンポートより出航。翌日、ドイツのポケット戦艦2隻が大西洋にいる可能性があることから「エクセター」は輸送船「Dunera」の護衛に加わるよう命じられた。8月28日に「エクセター」は船団と別れ、ハーウッドが艦隊司令長官と会うためフリータウンに向かった。9月3日、イギリスはドイツに宣戦布告。9月7日、「エクセター」はリオデジャネイロに着いた。
9月8日に出航した「エクセター」はドイツ商船がパタゴニア沿岸に集まろうとしているとの情報により南下し、翌日「エイジャックス」と合流した。ハーウッドは、ドイツ商船はフォークランド諸島を襲撃しようとしているかもしれないと思い、「エイジャックス」をポート・スタンリーへ派遣。一方、「エクセター」はラプラタ川へ向かった。9月22日、モンテビデオから船団が出航した。「エクセター」は午前中に船団と合流する。船団は夕方に分散し、「エクセター」はポート・スタンリーへ向かう「Lafonia」と護衛の駆逐艦「ホットスパー」を支援できる位置に留まった。
9月30日、イギリス船「クレメント」がドイツ装甲艦「アドミラル・グラーフ・シュペー」に沈められた。そのことはドイツ艦に対する9つの部隊の編成に繋がり、「エクセター」は重巡洋艦「カンバーランド」とともに南米東岸を担当するG部隊となった。
10月5日までに「エクセター」、「エイジャックス」、駆逐艦2隻（ハヴォック、ホットスパー）はリオデジャネイロエリアに集結し、戦闘に備えた。10月27日、ハーウッドは「エイジャックス」に移り、「エクセター」は軽微な修理のためポート・スタンリーへ向かった。11月4日にフォークランド諸島より出航した「エクセター」は、Rouen Bank・サンアントニオ岬間の哨戒を行った後、マル・デル・プラタに着いた。同地で燃料が得られなかったため、「エクセター」はSan Borombon湾での給油を命じられた。G部隊は休養や修理のため喜望峰エリア担当であったH部隊と担当海域を入れ替えることになっていた。「エクセター」は給油艦「Olynthus」から給油を受けたが、強風の影響で遅れが生じ、11月13にに給油を完了して「カンバーランド」とともにサイモンズタウンへ向け出航した。11月15日、インド洋に入っていた「アドミラル・グラーフ・シュペー」がイギリス船「アフリカ・シェル」を沈めた。それにより、そちらに敵がいることが判明し、G部隊とH部隊の入れ替えは取りやめとなってG部隊はリオデジャネイロの方へ向かわせられた。11月29日、「エクセター」は修理のためポート・スタンリーに着いた。
12月2日、南大西洋で「アドミラル・グラーフ・シュペー」はイギリス船「ドリク・スター」を沈めた。「ドリク・スター」からの通信により敵の場所が判明。ハーウッドはリオデジャネイロエリア、ラプラタ川、フォークランド諸島の内、最も重要であるラプラタ川沖に戦力を集中させることにした。12月12日、ラプラタ川沖で「エクセター」は英連邦軽巡2隻と合流した。
12月13日、イギリス連邦巡洋艦3隻（エイジャックス、アキリーズ、エクセター）はラプラタ川とモンテビデオ沖合で「アドミラル・グラーフ・シュペー」（艦長ハンス・ラングスドルフ大佐）と交戦した。
当初、シュペー側はイギリス側戦力を巡洋艦1隻とJ級駆逐艦2隻と誤認したので、相手が重巡1隻と軽巡2隻と気付いた時には逃げられなかった。
砲火力で劣るイギリス巡洋艦3隻は、数的優勢と機動力でドイツ豆戦艦に対抗する。
「エクセター」は英連邦軽巡2隻と別れて「シュペー」に攻撃をおこない、20cm砲を何発か命中させた。発射した魚雷は命中しなかった。だが「シュペー」の反撃により、「エクセター」もひどく損傷する。ドイツ艦が発射した11インチ砲弾7発の直撃を受けた。本艦では61名が死亡、23名が負傷。
艦橋を破壊され、各所で火災が発生、全ての8インチ砲塔が破壊されるか故障した。浸水により左舷へ10度傾斜し、速度も18ノット（33 km/h）に低下する。最後の手段としてベル艦長は「エクセター」による「シュペー」への体当たりを決意したが、「エイジャックス」と「アキリーズ」がドイツ艦の注意をひきつけたので、エクセターの「特攻」は未然に終わった。
後退を余儀なくされた「エクセター」はフォークランド諸島のポートスタンリーで応急処置を受けた。その後、イギリス本国に戻る。
1940年（昭和15年）2月15日にプリマスへ帰投し、チャーチル海軍大臣等の出迎えを受けた。
エクセターやエイジャックスの一部乗組員はロンドンに派遣され、イギリス国王ジョージ6世から勲章を授与されている。

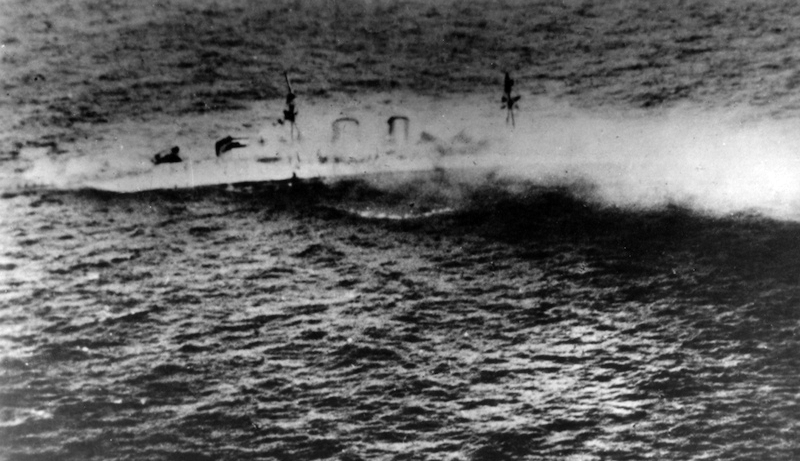
スラバヤ沖海戦で沈没するエクセター。

その後、1941年（昭和16年）3月までデヴォンポートで修理が行われた。ナチス・ドイツの宣伝省は、ホーホー卿のプロパガンダ放送を通じて「エクセターは沈没したのだろう」と揶揄し、たまりかねたイギリスは「場所は公表できないが、修理中である。」と発表した。
「エクセター」が大口径砲の直撃を受けながらも沈没しなかったのは、乗組員によるダメージコントロールの努力と設計上の改良によるものであった。この時に対空火器が強化され、279型レーダーも装備された。なおベル艦長の後任としてエクセター艦長に補職されたベケット大佐は、本艦の修理完成直前に急死した。そこでオリバー・ゴードン大佐がエクセター艦長に任命された。
1941年（昭和16年）3月に艦隊に復帰すると、大西洋での船団護衛任務に就いた。その中にはドイツの戦艦「ビスマルク (DKM Bismarck) 」追撃戦の間に行われた、中東に向かうWS-8B船団の護衛を含む。7月、「エクセター」は極東へ向かった。イギリスは東インド戦隊 (East Indies Squadron) と中国艦隊 (The China Station) を統合再編し、東洋艦隊 (East Indies Fleet) を新編する。太平洋戦争開戦直前、東インド戦隊は重巡3隻（エクセター、コーンウォール、ドーセットシャー）を擁していた。本艦はセイロン島在泊中で、同島にはアーバスノット提督旗艦の戦艦「リヴェンジ」や空母「ハーミーズ」などが停泊していた。「リヴェンジ」や「エクセター」は、戦争が勃発したらシンガポールへ前進するよう命じられていた。
1941年（昭和16年）12月8日、太平洋戦争開戦により、大日本帝国が枢軸国として参戦した。日本陸軍と日本海軍は南方作戦を発動し、東南アジアに侵攻する。イギリス東洋艦隊は緒戦のマレー沖海戦で主力艦2隻を失い、巡洋艦で日本軍の攻勢に対抗することになった。シンガポール脱出後の東洋艦隊（司令長官レイトン提督）は、ジャワ島のバタヴィアに船団護衛部隊の司令部を設置する。「エクセター」は、日本軍の侵入からオランダ領東インド諸島防衛を意図したオーストラリア・イギリス・オランダ・アメリカによる四国連合艦隊（ABDACOM）の一部を形成した。
1942年（昭和17年）1月13日、「エクセター」は輸送船団を護衛してシンガポールに到着した。本艦はウォーラス水上飛行艇を1機しか積んでいなかったので、巡洋戦艦レパルス所属機でマレー沖海戦を生き延びたウォーラスを受け取った。その後も、シンガポールへの補給船団を護衛した。マレー作戦と比島作戦に勝利した日本軍は、ジャワ島やスマトラ島攻略を目指して蘭印作戦を発動した（Battle of Java）。
2月15日（シンガポール陥落日）、エクセターはABDA連合艦隊（司令官ドールマン提督）の指揮下、軽巡4隻（デ・ロイテル、ジャワ、トロンプ、ホバート）、駆逐艦8隻と共にガスパル海峡を北上し、パレンバン方面の日本軍輸送船団攻撃に向かっていた。日本軍は空母龍驤（第四航空戦隊）艦上機および基地航空隊の一式陸上攻撃機や九六式陸上攻撃機により、反復攻撃を行った。2本煙突の軽巡「ホバート」等が軽微な被害をうけ、エクセターでも水上偵察機が破損したという。航空機の援護のないABDA連合艦隊は反転・避退した。日本側は「エクセター型甲巡1隻を爆沈せしめた」と大本営発表をおこなった。
2月27日、エクセターはスラバヤ沖海戦（連合国側呼称、Battle of the Java Sea) に参加した。
ABDA部隊の多国籍巡洋艦は、デ・ロイテル（オランダ）、エクセター（イギリス）、ヒューストン（アメリカ）、パース（オーストラリア）、ジャワ（オランダ）の単縦陣を形成していたという。
第五戦隊（司令官高木武雄少将）、第二水雷戦隊（司令官田中頼三少将）、第四水雷戦隊（司令官西村祥治少将）と交戦中、妙高型重巡洋艦の8インチ砲弾が「エクセター」に命中した。直撃弾により機関が損傷、速力が15ノットに低下する。後続艦は衝突を避けようとして針路を変更し、さらに旗艦の意図が麾下艦艇に伝わらず、ABDA部隊の陣形が乱れる。ABDA部隊の混乱に乗じて日本軍駆逐艦が接近し、混戦となる。本艦は軽巡「パース」が展開した煙幕に覆われて窮地をのがれ、ドールマン少将よりスラバヤへの後退を命じられた。また海戦の最中で本艦を掩護した連合軍駆逐艦3隻のうち、駆逐艦「エレクトラ」が撃沈されている。
「エクセター」は駆逐艦2隻（エンカウンター、ヴィテ・デ・ウィット）に護衛されてスラバヤに戻った。
生き残ったABDA艦隊残存艦のうち、アメリカ駆逐艦4隻はバリ海峡を通過し、オーストラリアへ脱出した。だが「エクセター」は吃水が深くてバリ海峡を通過できず、ロンボク海峡は日本軍の警戒が厳しいと思われたので、バタビアからスンダ海峡を経由して脱出する航路を選んだ。
「エクセター」は辛うじて23ノットを出せるようになった、駆逐艦2隻（エンカウンター、ポープ）に護衛され、2月28日夜のうちにスラバヤを出発した。
スンダ海峡に達した3月1日午前中、エクセター部隊はオランダの病院船「オプテンノール」を捜索していた日本海軍の駆逐艦曙（第7駆逐隊）と遭遇、砲撃戦となった。続いて偵察機に誘導された重巡洋艦2隻（第五戦隊高木武雄少将：那智、羽黒）と駆逐艦2隻（山風、江風）が出現する。弾薬の不足していた第五戦隊は、第三艦隊（司令長官高橋伊望中将）直率の重巡2隻（足柄、妙高）と駆逐艦2隻（雷、電）の援軍を要請し、第五戦隊と第三艦隊の両者でエクセター部隊を挟撃した（第2次ジャワ海海戦）。
日本重巡から零式水上偵察機が発進し、弾着観測をおこなう。圧倒的不利な情勢下で、エクセター部隊は粘り強く戦った。第五戦隊の将校は、従軍記者へ戦闘経過を語った際に「思へば一昨年南米ウルグアイのラプラタ海峡に盟邦ドイツの豆戰艦シュペー號を遂に自沈せしめた誇りに生きる彼が、今又無敵皇軍へ一矢酬いとする敵ながら天晴れな姿だ」と評している。やがて砲撃雷撃の集中攻撃を受けた「エクセター」は右舷に大きく傾き始め、13時30分に沈没した。
さらに日本艦隊の追撃と空母龍驤が放った九七式艦上攻撃機等の支援により、イギリス駆逐艦「エンカウンター」、アメリカ駆逐艦「ポープ」も撃沈された。
なお「エクセター」の沈没時、妙高偵察機が、日本軍駆逐艦による雷撃とエクセター被雷の瞬間、および沈没を写真撮影した。この写真 は写真週報第215号に掲載された。大本営海軍報道部はエクセターがラプラタ沖海戦で自沈に追い込んだポケット戦艦アドミラル・グラーフ・シュペーの仇を討ったと宣伝している。なお妙高偵察機が救命ボートを撮影しようと機首をむけるとエクセター生存者が小銃で反撃し、妙高乗組員達に「イギリス海軍侮りがたし」と感銘を与えたという。
この日、駆逐艦天津風（第16駆逐隊）は病院船オプテンノール護送のため戦闘海域を航行していた。するとABDA艦隊沈没艦の生存者多数を発見、所属する第二水雷戦隊の旗艦神通（司令官田中頼三少将）に救助を依頼すると漂流者に対し「別に救助船が来る」と英語で知らせ、その場を去った。
その後、エクセターの艦長のO・L・ゴードン大佐を含む798名の連合軍将兵は日本海軍により救助され、各艦によってボルネオ島バンジャルマシンに連行されていた病院船「オプテンノール」に引き渡された（救助詳細は、工藤俊作 (海軍軍人)、電 (吹雪型駆逐艦)などを参照）。エクセターの料理人は腕利きで、重宝されていたという。さらに、マカッサルで「オプテンノール」から陸上に移されたその後、各艦の捕虜はオプテンノールからマカッサルで陸上に移された。
また山風に救助されていたエクセターの乗組員67名は、マカッサルでオランダ軽巡「ジャワ」の生存者と共に海軍陸戦隊へ引き渡された。
エクセター乗組員の衣服が簡易救命具の役を果たしていた事に対し、駆逐艦漣（第7駆逐隊）では人命尊重に対する日本軍と連合軍の意識の差を感じたという。
この救助の時の事を、雷艦長伝令だった佐々木氏は「流石イギリス海軍士官」と思ったといい、次のように回想している。
「彼らはこういう状況にあっても秩序を守っておりました。艦に上がってきた順序は、最初が『エクセター』副長（安全確認のため、艦長よりも先に上がった）、次に『エクセター』『エンカウンター』両艦長、続いて負傷兵、その次が高級将校、そして下士官兵、そして殿が青年士官という順でした。」「当初『雷』は自力で動ける者を先に上げ、重傷者は後回しにしようとしたのですが、彼らは頑として応じませんでした。その後私は、ミッドウェー海戦で戦艦『榛名』の乗組員として、カッターで沈没寸前の空母乗組員の救助をしましたが、これと対照的な情景を目にしました」。
原為一（当時、天津風駆逐艦長）も、オプテンノール（天応丸）におけるエクセター艦長の紳士的な態度について回想している。

## 創作への影響
1956年のイギリス映画、『The Battle of the River Plate（邦題：戦艦シュペー号の最後）』では、エクセターとしてフィジー級軽巡洋艦の軽巡洋艦「ジャマイカ」が用いられ、ベル艦長はジョン・グレックソンが演じた。